# إيما لوسي غيتس بوين
إيما لوسي غيتس بوين (بالإنجليزية: Emma Lucy Gates Bowen) هي مغنية أوبرا ومغنية أمريكية، ولدت في 5 نوفمبر 1882 في سانت جورج في الولايات المتحدة، وتوفيت في 30 أبريل 1951 في سولت ليك في الولايات المتحدة.